# Joan Mir
‌
 (novembre 2020).
Si vous disposez d'ouvrages ou d'articles de référence ou si vous connaissez des sites web de qualité traitant du thème abordé ici, merci de compléter l'article en donnant les références utiles à sa vérifiabilité et en les liant à la section « Notes et références ».
Pour les articles homonymes, voir Mir.
Mir  Mayrata est un nom espagnol. Le premier nom de famille, en général paternel, est Mir ; le second, en général maternel, souvent omis, est Mayrata.
Joan Mir, né le 1er septembre 1997 à Palma de Majorque est un pilote de vitesse moto espagnol. Il détient deux titres de champion du monde : 2017 dans la catégorie Moto3 et en 2020 dans la catégorie MotoGP. 

## Carrière

### Les débuts
Joan Mir a participé pendant deux saisons à la Red Bull MotoGP Rookies Cup en 2013 et 2014, terminant avec trois victoires et six podiums en tant que vice-champion derrière Jorge Martín en 2014. Il a participé au Championnat du monde junior CEV Moto3 en 2015. Mir a remporté quatre des six premières courses, mais il était plus en difficulté vers la fin de la saison et a finalement terminé quatrième du championnat.
Il a fait ses débuts en Grand Prix en 2015 avec Leopard Racing à Phillip Island, remplaçant Hiroki Ono, blessé. Il se qualifie 18e sur la grille de départ, Mir n'a pas réussi à terminer la course après un incident avec John McPhee lors du 6e tour de course.

### 2016-2017: Moto3

#### 2016: Apprentissage et première victoire en Grand Prix
Il devient pilote titulaire en 2016 dans le team Leopard au guidon d'une KTM 250. Il fait une excellente première saison en Moto3 en remportant sa première victoire en Autriche à Spielberg au nez et à la barbe des favoris tels Brad Binder, Enea Bastianini ou encore le français Fabio Quartararo. Il finit cette saison comme meilleur rookie à la cinquième place du championnat de Moto3
Il a également obtenu deux autres podiums à Saint-Marin et à Valence. Il terminera a à la 5e place du championnat, prenant le titre de meilleur débutant de l'année, avec 144 points. 

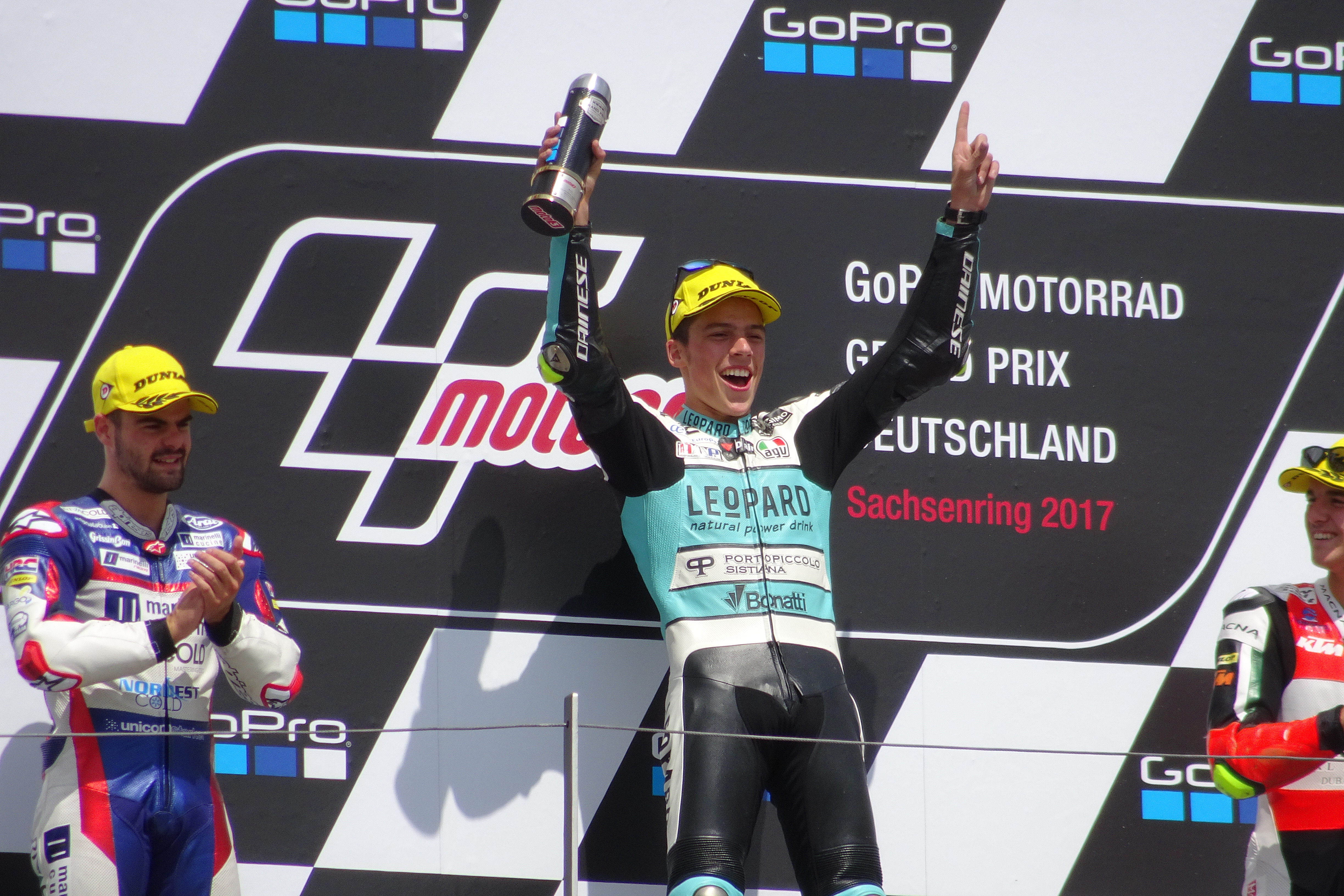
Joan Mir célèbre sa victoire au Grand Prix d'Allemagne 2017.

En 2017, il reste dans la même équipe mais passe au guidon d'une Honda. C'est l'année de la consécration pour Joan Mir. Il gagne 10 des 18 courses et finit sur le podium à 12 reprises, il loupera les points une seule fois au Grand Prix du Japon. Le 22 octobre 2017, il est sacré champion du monde Moto3 lors du Grand Prix d'Australie trois course avant la fin du championnat. 

### 2018: Moto2

#### 2018: Une seule saison dans la catégorie intermédiaire
Au vu de son année exemplaire, Joan Mir décroche une place en championnat Moto2 chez Marc VDS Racing Team pour la saison 2018 Il signe un contrat de 3 ans avec l'équipe. Il se fera remarquer par plusieurs podium : une 3e place au Mans et en Mugello, une  2e au Sachsenring et en Phillip Island, terminant la saison avec quatre podiums et 155 points, 6e place au championnat des pilotes et remportant le titre de meilleur débutant de l'année.
Le 11 juin 2018, Mir annonce qu'il casse son contrat avec Marc VDS, il signe avec l'équipe Suzuki Ecstar MotoGP en MotoGP pour 2 ans . Il évolue aux côtés de l'espagnol Álex Rins. Il est deuxième pilote à être promu en MotoGP après une seule saison en Moto2 comme Maverick Vinales. 

### 2019-: MotoGP

#### 2019: Début en MotoGP avec Suzuki

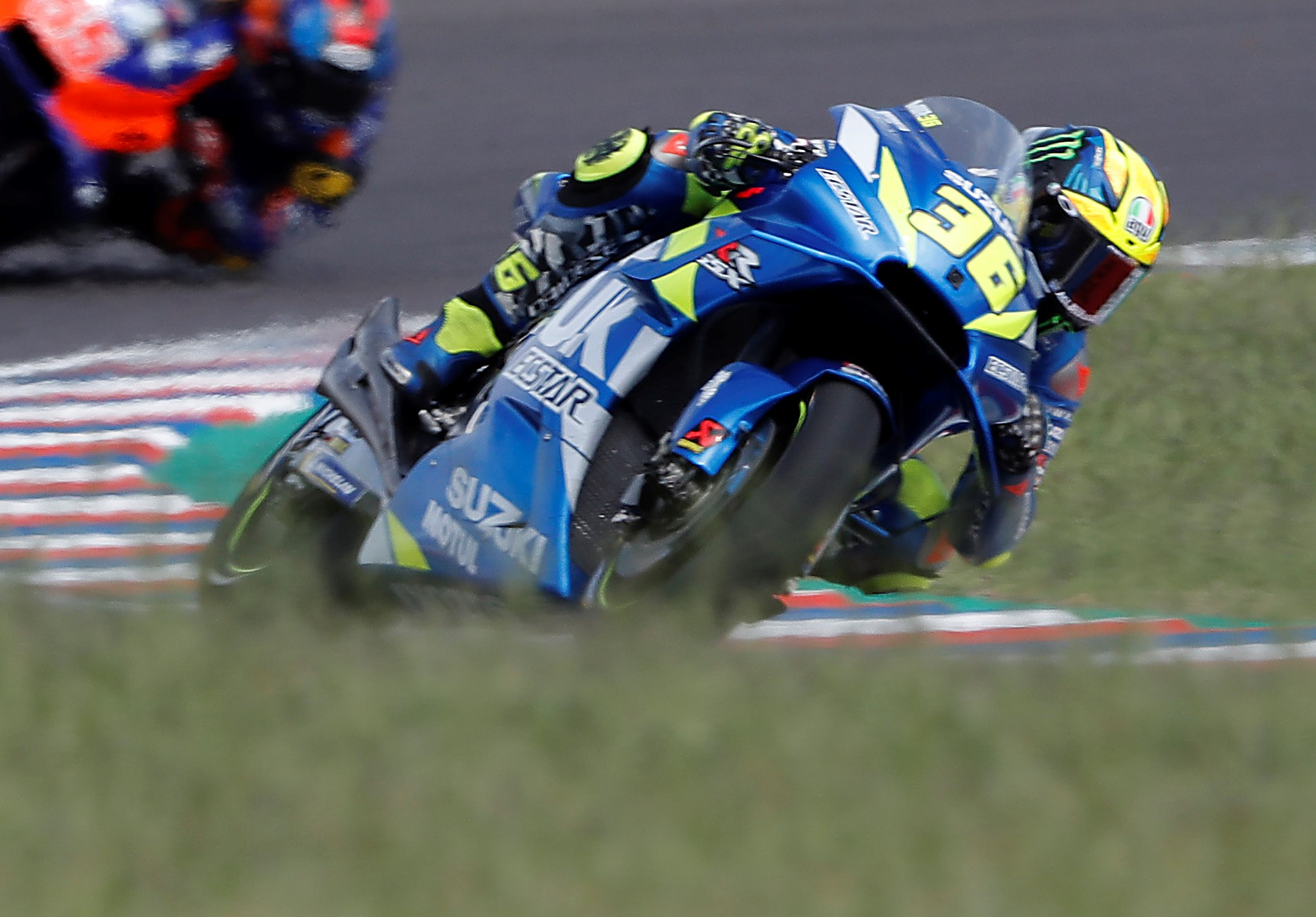
Joan Mir au Grand Prix d'Allemagne 2019.

Il fait un début de saison 2019 intéressant sur la Suzuki et marque huit points lors du premier Grand Prix du Qatar en se plaçant à la huitième position. il a obtenu des résultats réguliers dans le top 10, mais a manqué deux manches en Autriche et Grande-Bretagne en raison d'une contusion pulmonaire subie lors d'un accident lors des essais à Brno. Il a été remplacé par le pilote d'essai Suzuki Sylvain Guintoli. Mir a réalisé son meilleur résultat de la saison, une 5e place en Australie. Il a terminé la saison avec 92 points, 12e au classement général, et en tant que deuxième meilleur rookie, derrière son ancien coéquipier de Moto3, Fabio Quartararo.

#### 2020: Champion du monde avec Suzuki
Avant le début retardé par la Pandémie de Covid-19 lors de la saison 2020, Suzuki a annoncé que Mir avait signé pour deux années supplémentaires, assurant son avenir avec l'équipe au moins jusqu'en 2022.
Mir a connu un début de saison difficile, abandonnant lors de deux des trois premières manches.
C'est à partir du Autriche qui a su trouvé rapidement son rythme et prêtant au podium régulièrement, obtenant 5 podium sur les sept manches suivantes. 
Face aux résultats irréguliers de ses rivaux pour le titre, tels que Fabio Quartararo, vainqueur de 3 courses, et Maverick Viñales , ont fait qu'après 10 des 14 manches, Mir était en tête du classement du championnat, bien qu'il n'ait remporté aucune course jusque-là. 
Pour le Grand Prix d'Europe, le premier organisé sur le circuit de Ricardo Tormo près de Valence. Après 6 podium, Joan Mir remporte sa première victoire en MotoGP devant son coéquipier Álex Rins. Son principal rival Quartararo chutant en début de course et ne parvient à sauver que 2 points, Mir a pris une avance plus que confortable de 37 points sur ses deux rivaux à seulement 2 manches de la fin.
Une semaine après sa victoire, au Grand Prix de la Communauté de Valence deuxième course sur ce circuit. Il termine 7e et ces deux principaux rivaux Rins finit 4e et Quartararo chute à nouveau. Ce 15 novembre 2020 devient champion du monde de MotoGP, 20 ans après Kenny Roberts Jr et pour les 100 ans de Suzuki. Il devient le premier pilote non Honda ou non Yamaha à remporter un titre depuis Casey Stoner sur une Ducati, ainsi que le premier champion du monde Moto3 à remporter le titre de la catégorie reine. 

#### 2021: Perte de son titre, 3edu championnat

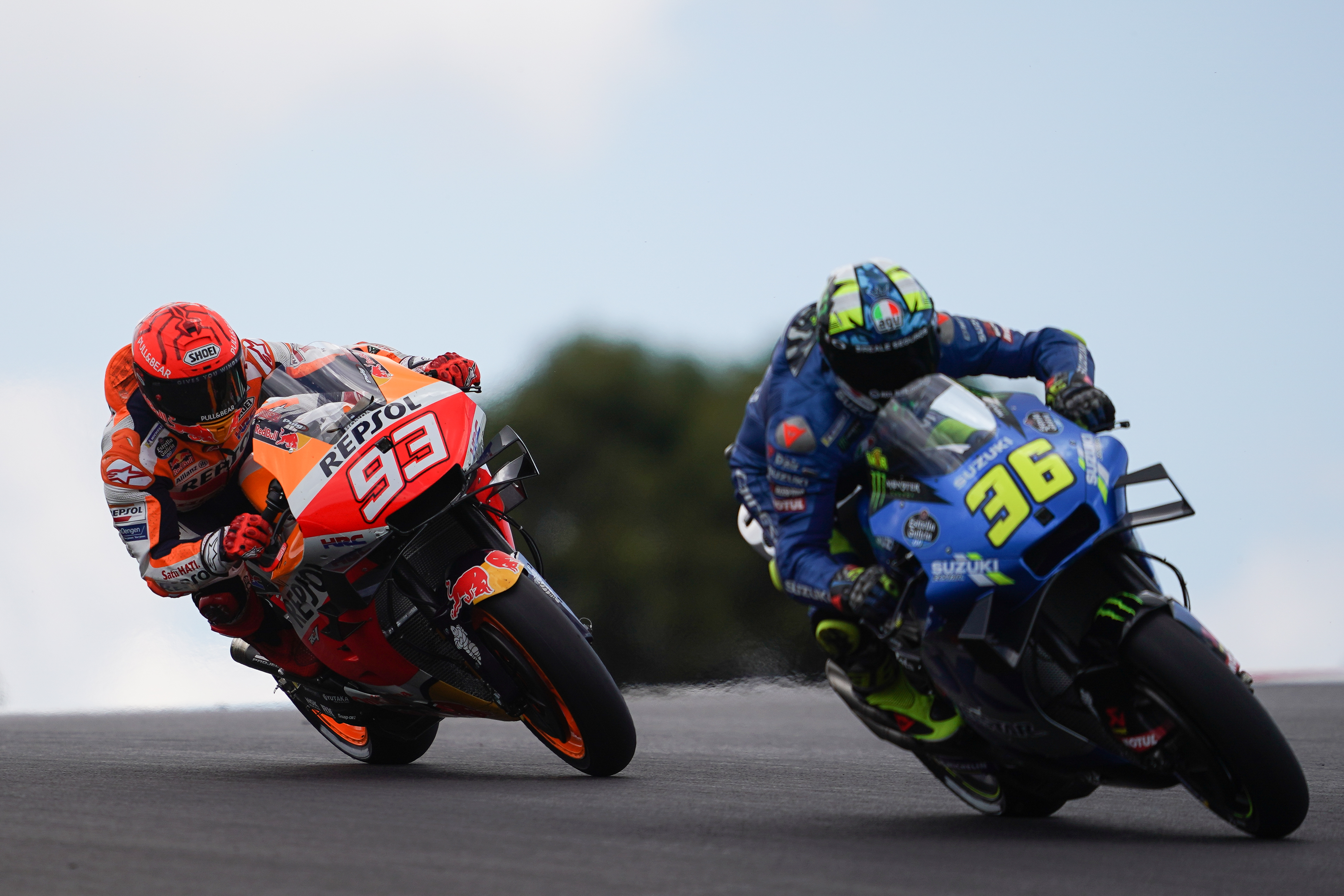
Joan Mir au Grand Prix de Portugal 2021.

En 2021, il reste chez Suzuki et finit la saison à la troisième place, derrière Francesco Bagnaia.

#### 2022: Dernière saison chez Suzuki suite à leur retrait
À la suite du départ de Suzuki en MotoGP fin 2022, il signe un contrat de deux ans chez Repsol Honda Team.

#### 2023- : Début très difficile chez Honda

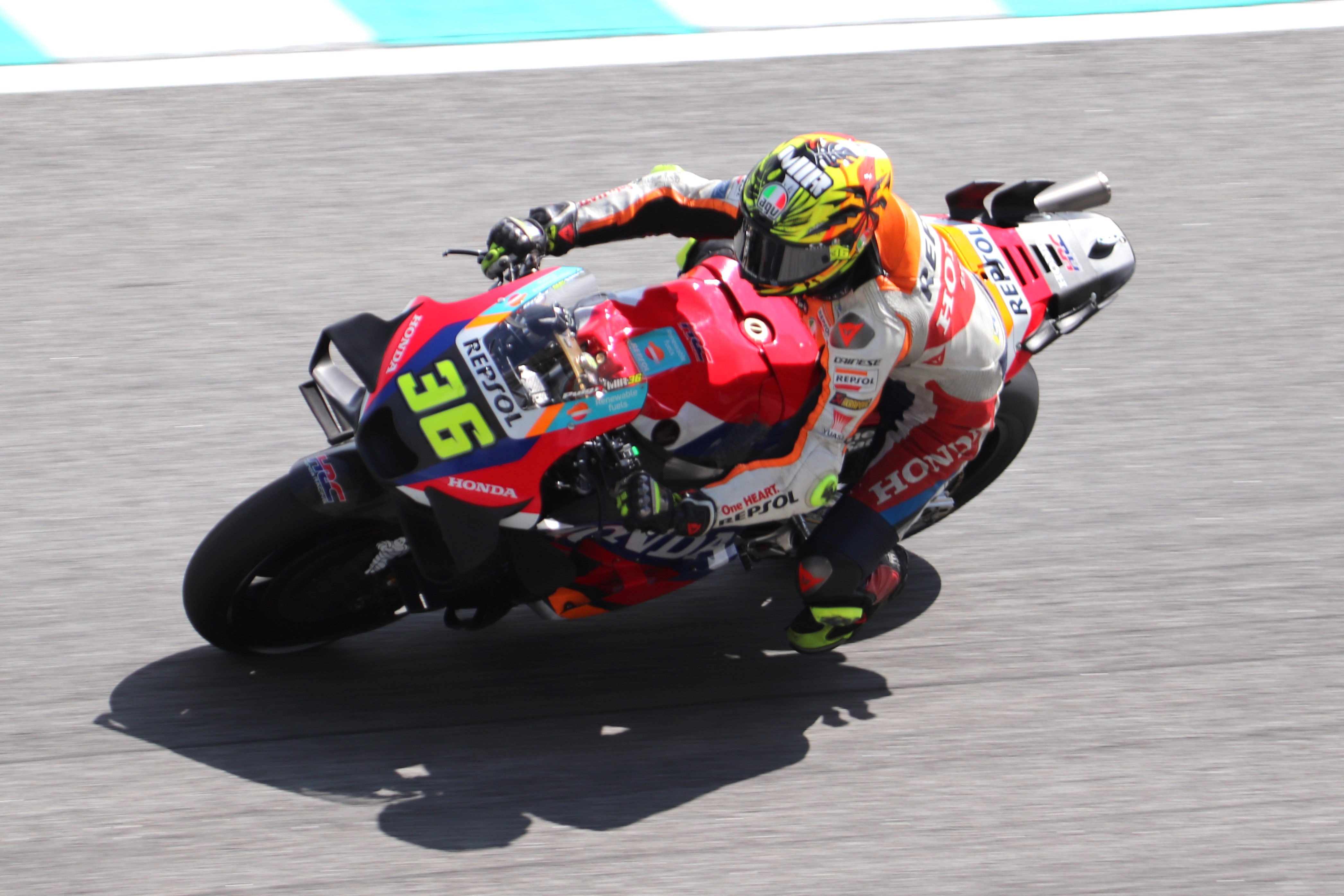
Joan Mir au Grand Prix de Malaisie 2024.

## Palmarès

### Victoires en Moto3: 11
| Année | Lieu du Grand Prix                    | Circuit                         | Ville                |
| ----- | ------------------------------------- | ------------------------------- | -------------------- |
| 2016  | Grand Prix moto d'Autriche            | Circuit de Spielberg            | Spielberg            |
| 2017  | Grand Prix moto du Qatar              | Circuit international de Losail | Doha                 |
| 2017  | Grand Prix moto d'Argentine           | Autódromo Termas de Río Hondo   | Santiago del Estero  |
| 2017  | Grand Prix moto de France             | Circuit Bugatti                 | Le Mans              |
| 2017  | Grand Prix moto de Catalogne          | Circuit de Catalogne            | Barcelone            |
| 2017  | Grand Prix moto d'Allemagne           | Sachsenring                     | Hohenstein-Ernstthal |
| 2017  | Grand Prix moto de République tchèque | Circuit de Masaryk              | Brno                 |
| 2017  | Grand Prix moto d'Autriche            | Circuit de Spielberg            | Spielberg            |
| 2017  | Grand Prix moto d'Aragon              | Circuit Motorland Aragon        | Alcaniz              |
| 2017  | Grand Prix moto d'Australie           | Circuit de Phillip Island       | Phillip Island       |
| 2017  | Grand Prix moto de Malaisie           | Circuit international de Sepang | Sepang               |

### Victoire en MotoGP: 1
| Année | Lieu du Grand Prix       | Circuit            | Ville   |
| ----- | ------------------------ | ------------------ | ------- |
| 2020  | Grand Prix moto d'Europe | Circuit de Valence | Valence |

## Statistiques

### Par saison
(Mise à jour après le Grand Prix moto d'Espagne 2025)
| Année | Catégorie | Moto   | Courses | Victoires | Podiums | Poles | MT | Points | Position |
| ----- | --------- | ------ | ------- | --------- | ------- | ----- | -- | ------ | -------- |
| 2015  | Moto3     | Honda  | 1       | 0         | 0       | 0     | 0  | 0      | NC       |
| 2016  | Moto3     | KTM    | 18      | 1         | 3       | 1     | 2  | 144    | 5e       |
| 2017  | Moto3     | Honda  | 18      | 10        | 12      | 1     | 3  | 341    | 1er      |
| 2018  | Moto2     | Kalex  | 18      | 0         | 4       | 0     | 1  | 155    | 6e       |
| 2019  | MotoGP    | Suzuki | 17      | 0         | 0       | 0     | 0  | 92     | 12e      |
| 2020  | MotoGP    | Suzuki | 14      | 1         | 7       | 0     | 0  | 171    | 1er      |
| 2021  | MotoGP    | Suzuki | 18      | 0         | 6       | 0     | 0  | 208    | 3e       |
| 2022  | MotoGP    | Suzuki | 16      | 0         | 0       | 0     | 0  | 87     | 15e      |
| 2023  | MotoGP    | Honda  | 15      | 0         | 0       | 0     | 0  | 26     | 23e      |
| 2024  | MotoGP    | Honda  | 19      | 0         | 0       | 0     | 0  | 21     | 21e      |
| 2025  | MotoGP    | Honda  | 5       | 0         | 0       | 0     | 0  | 11*    | 18e*     |
| Total | Total     | Total  | 159     | 12        | 33      | 2     | 7  | 1256   | 2        |

- Saison en cours

### Statistiques par catégorie
(Mise à jour après le Grand Prix moto d'Espagne 2025)
| Catégorie | Année     | 1er GP   | 1er Podium | 1er Victoire | Courses | Victoires | Podiums | Pole | M.tours¹ | Points | Titres |
| --------- | --------- | -------- | ---------- | ------------ | ------- | --------- | ------- | ---- | -------- | ------ | ------ |
| Moto3     | 2015-2017 | AUS 2015 | AUT 2016   | AUT 2016     | 37      | 11        | 16      | 2    | 5        | 485    | 1      |
| Moto2     | 2018      | QAT 2018 | FRA 2018   |              | 18      | 0         | 4       | 0    | 1        | 155    | 0      |
| MotoGP    | 2019-     | QAT 2019 | AUT 2020   | EUR 2020     | 104     | 1         | 13      | 0    | 1        | 616    | 1      |
| Total     | 2015-     |          |            |              | 159     | 12        | 33      | 2    | 7        | 1256   | 2      |

### Résultats détaillés
| Sais | Cat    | Moto   | 1        | 2       | 3       | 4       | 5        | 6       | 7       | 8       | 9       | 10      | 11      | 12      | 13      | 14      | 15      | 16      | 17      | 18      | 19      | 20      | 21  | 22  | Clas | Pts |
| ---- | ------ | ------ | -------- | ------- | ------- | ------- | -------- | ------- | ------- | ------- | ------- | ------- | ------- | ------- | ------- | ------- | ------- | ------- | ------- | ------- | ------- | ------- | --- | --- | ---- | --- |
| 2015 | Moto3  | Honda  | QAT      | AME     | ARG     | SPA     | FRA      | ITA     | CAT     | NED     | GER     | IND     | CZE     | GBR     | RSM     | ARA     | JAP     | AUS Ab. | MAL     | VAL     |         |         |     |     | NC   | 0   |
| 2016 | Moto3  | KTM    | QAT 12   | ARG 5   | AME Ab. | SPA 6   | FRA 25   | ITA 7   | CAT 8   | NED 8   | GER Ab. | AUT 1   | CZE 8   | GBR 9   | RSM 3   | ARA 5   | JAP 9   | AUS Ab. | MAL Ab. | VAL 2   |         |         |     |     | 5e   | 144 |
| 2017 | Moto3  | Honda  | QAT 1    | ARG 1   | AME 8   | SPA 3   | FRA 1    | ITA 7   | CAT 1   | NED 9   | GER 1   | CZE 1   | AUT 1   | GBR 5   | RSM 2   | ARA 1   | JAP 17  | AUS 1   | MAL 1   | VAL 2   |         |         |     |     | 1er  | 341 |
| 2018 | Moto2  | Kalex  | QAT 11   | ARG 7   | AME 4   | SPA 11  | FRA 3    | ITA 3   | CAT Ab. | NED 5   | GER 2   | CZE Ab. | AUT 8   | GBR C   | RSM 5   | ARA 6   | THA Ab. | JAP 11  | AUS 2   | MAL 10  | VAL Ab. |         |     |     | 6e   | 155 |
| 2019 | MotoGP | Suzuki | QAT 8    | ARG Ab. | AME 17  | SPA Ab. | FRA 16   | ITA 12  | CAT 6   | NED 8   | GER 7   | CZE Ab. | AUT DNS | GBR DNS | RSM 8   | ARA 14  | THA 7   | JAP 8   | AUS 5   | MAL 10  | VAL 7   |         |     |     | 12e  | 92  |
| 2020 | MotoGP | Suzuki | ESP Ab.  | AND 5   | CZE Ab. | AUT 2   | STY 4    | RSM 3   | EMR 2   | CAT 2   | FRA 11  | ARA 3   | TER 3   | EUR 1   | VAL 7   | POR Ab. |         |         |         |         |         |         |     |     | 1er  | 171 |
| 2021 | MotoGP | Suzuki | QAT 4    | DOA 7   | POR 3   | SPA 5   | FRA Ab.  | ITA 3   | CAT 4   | GER 9   | NED 3   | STY 2   | AUT 4   | GBR 9   | ARA 3   | RSM 6   | AME 8   | EMI Ab. | ALR 2   | VAL 4   |         |         |     |     | 3e   | 208 |
| 2022 | MotoGP | Suzuki | QAT 6    | IND 6   | ARG 4   | AME 4   | POR Ab.  | ESP 6   | FRA Ret | ITA Ret | CAT 4   | GER Ret | NED 8   | GBR Ret | AUT Ret | RSM     | ARA DNS | JPN     | THA     | AUS 18  | MAL 19  | VAL 6   |     |     | 15e  | 87  |
| 2023 | MotoGP | Honda  | POR 11   | ARG DNS | AME Ab. | ESP Ab. | FRA Ab.  | ITA DNS | ALL     | NED     | GBR Ab. | AUT Ab. | CAT 17  | RSM Ab. | IND 5   | JPN 12  | INA Ab. | AUS Ab. | THA 12  | MAL Ab. | QAT 14  | VAL DNS |     |     | 22e  | 26  |
| 2024 | MotoGP | Honda  | QAT 13   | POR 12  | AME Ab. | ESP 129 | FRA Ab.  | CAT 15  | ITA Ab. | NED Ab. | ALL 18  | GBR Ab. | AUT 17  | ARA 14  | RSM WD  | EMI 11  | INA Ab. | JPN Ab. | AUS Ab. | THA 15  | MAL Ab. | SLD Ab. |     |     | 21e  | 21  |
| 2025 | MotoGP | Honda  | THA Ab.9 | ARG 98  | AME Ret | QAT Ret | ESP Ret9 | FRA     | GBR     | ARA     | ITA     | NED     | ALL     | TCH     | AUT     | HON     | CAT     | RSM     | JPN     | IND     | AUS     | MAL     | POR | VAL | 18e  | 11  |

*Saison en cours